# Chất acid hóa

Acid malic được thêm vào một số loại bánh kẹo để tạo ra vị chua.

Chất acid hóa (tiếng Anhː Acidulant) là các hợp chất hóa học tạo ra vị chua cho thực phẩm hoặc tăng cường sự cảm nhận vị ngọt của thực phẩm. Phụ gia thực phẩm này cũng có thể hoạt động như chất tạo men và chất nhũ hóa trong một số loại thực phẩm chế biến. Mặc dù chất acid hóa có thể làm giảm độ pH, chúng khác với chất điều chỉnh độ acid là phụ gia thực phẩm được thiết kế đặc biệt để điều chỉnh độ ổn định của thực phẩm hoặc các enzyme bên trong nó. Các chất acid hóa điển hình là acid acetic (ví dụ như trong dưa chuột muối) và acid citric. Nhiều đồ uống, chẳng hạn như Coca cola, có chứa acid phosphoric. Kẹo chua thường được pha chế bằng acid malic. Các chất acid hóa khác được sử dụng trong sản xuất thực phẩm bao gồm: acid fumaric, acid tartaric, acid lactic và acid gluconic.